# 佐竹桃華
佐竹 桃華（さたけ ももか、2003年1月19日 - ）は日本の女優。京都バレエ専門学校卒。

## 経歴
2020年12月14日に行われた、第44回ホリプロタレントスカウトキャラバンミュージカル次世代オーディションにて17LIVE賞を受賞し芸能界入り。

## 人物
特技は大食いと3歳から始めたバレエ。

## 出演

### テレビドラマ
- 遺留捜査（2021年3月18日、テレビ朝日）- 大山環奈役
- あのときキスしておけば（2021年6月18日、テレビ朝日）
- 消えた初恋（2021年10月9日 - 12月18日、テレビ朝日） - 笠竹桃 役
- アワーホーム（2021年11月22日 - 27日、YouTube）- 麻生夏海役
- 年下彼氏2 episode9「愛の告白大作戦」（2024年11月10日、朝日放送テレビ） - ヒロイン・千歳 役[4]

### 配信ドラマ
- おっちゃんキッチン 第11話「若手経営者の愚痴」（2024年11月15日 - 、TVer） - 若手経営者 役[5]

### 舞台
- パセリがすねた（2021年5月23日・24日）- エクストラバージンオイル役
- 天神夢双（2021年6月19日・20日）- 主演
- ゆらり2021（2021年12月4日 - 12日）- 主演
- ハリー・ポッターと呪いの子（2022年6月17日 - ）
- 演劇【推しの子】2.5次元舞台編（2024年12月13日 - 29日）- 有馬かな 役[6]
- フェードラ -炎の中で-（2025年6月26日 - 7月6日） - ペルセア 役[7]
- 舞台「賭ケグルイ」（2025年9月5日 - 14日〈予定〉、シアターH） - 黄泉月るな 役[8]

### バラエティ

#### レギュラー番組
- みんなでBINGOLF（2021年4月1日 - 9月30日）ナビゲーター

#### ゲスト
- ゴッドタン（2022年2月27日、テレビ東京系列）

#### 単発番組
- デカ盛りハンター（2021年2月5日、テレビ東京）
- 今夜くらべてみました（2021年3月31日、日本テレビ）
- ザ!世界仰天ニュース（2021年5月18日、日本テレビ）
- 黄色いハンカチ突撃隊（2021年8月8日、フジテレビ）
- キスマイ超BUSAIKU!?（2021年9月2日 - 23日、フジテレビ）
- 有吉ゼミ（2021年11月8日、日本テレビ）

### 吹き替え
- 私ときどきレッサーパンダ（2022年） - 主演・メイリン・"メイ"・リー 役（ロザリー・チアン）[9]